# 福雷地区韦里耶尔
福雷地区韦里耶尔（法語：Verrières-en-Forez，法語發音：[vɛʁjɛʁ ɑ̃ fɔʁɛ]）是法国卢瓦尔省的一个市镇，位于该省西南部，属于蒙布里松区。

## 地理
福雷地区韦里耶尔（45°34'15"N, 3°59'48"E）面积21.17 平方千米，位于法国奥弗涅-罗讷-阿尔卑斯大区卢瓦尔省，该省份为法国中南部省份，北起顺时针与索恩-卢瓦尔省、罗讷省、伊泽尔省、阿尔代什省、上盧瓦爾省、多姆山省和阿列省接壤。
与福雷地区韦里耶尔接壤的市镇（或旧市镇、城区）包括：巴尔、沙泽勒叙拉维约、埃科泰洛尔姆、居米耶尔、拉维约、莱济尼厄、圣昂泰姆。

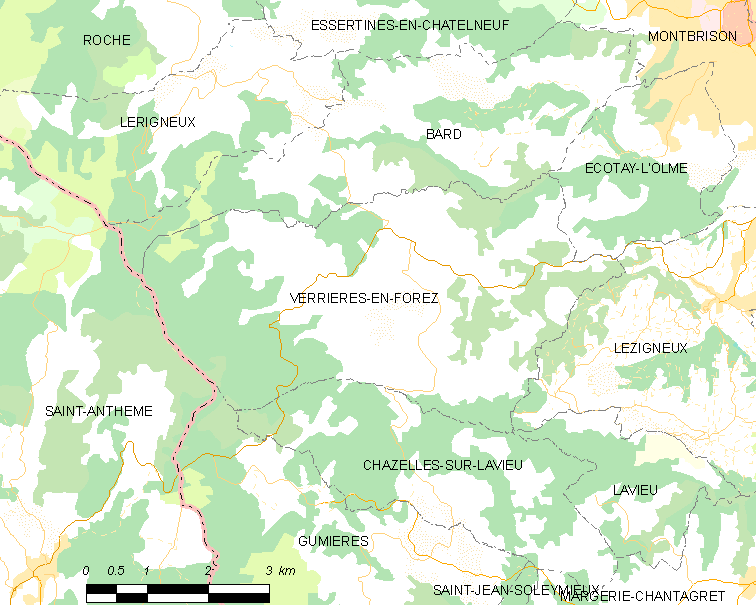
福雷地区韦里耶尔的OSM定位图

福雷地区韦里耶尔的时区为UTC+01:00、UTC+02:00（夏令时）。

## 行政
福雷地区韦里耶尔的邮政编码为42600，INSEE市镇编码为42328。

## 政治
福雷地区韦里耶尔所属的省级选区为蒙布里松县。

## 人口

1962-2008年间福雷地区韦里耶尔人口变化图示

福雷地区韦里耶尔于2022年1月1日时的人口数量为727人。